# Duh u močvari (2006.)
Duh u močvari je film redatelja Branka Ištvančića iz 2006.

## Glavne uloge
| Glumac/ica             | Lik             |
| ---------------------- | --------------- |
| Marko Pavlov           | Miron           |
| Robert Váss            | Liptus          |
| Ena Ikica              | Melita          |
| Ivo Gregurević         | Vučević         |
| Dejan Aćimović         | Levay           |
| Mladen Vulić           | Kovačević       |
| Vlatko Dulić           | Farkaš          |
| Buga Marija Šimić      | Aranka          |
| Nandor Szilagyi        | Liptusov otac   |
| Luka Buljan            | Halazs          |
| Radoslav Spitzmuller   | Milan Lončar    |
| Nada Gačešić-Livaković | Liptusova majka |
| Radoslava Mrkšić       | Baba Etelka     |
| Nela Kocsis            | Halaszova majka |
| Slaven Knezović        | Inspektor       |
| Ana Vilenica           | Konobarica Maca |
| Predrag Vušović        | Lovac           |

## Radnja
Nakon što se Liptus poslije djetinjstva provedenog u gradu preseli u rezervat prirode, prvi put pozove na zimovanje najbolje prijatelje, Mirona i Melitu. Još iste noći po dolasku, dok mirno spavaju u toploj sobi, iz dubokog sna ih probude uznemirujuća dozivanja mještana koji s bakljama nestaju u mraku na kraju ulice. Na pristaništu za čamce, nađen je dječak Halasz, poznat po neustrašivosti i spretnosti, gdje promrzao i blijed od šoka bunca o bijelom duhu.Dok mladi mještani ne žele vjerovati u to, stari se sjete davno zaboravljene utvare koja sije strah u mračnim i maglovitim močvarama, pa se povuku bojeći se za sebe, a Halasz završi u bolnici gdje mu liječnici ne mogu pomoći. Miron, Liptus i Melita, prepušteni sebi, uzimaju stvar u svoje ruke i u nizu prizora, strave i akcije, poput najboljih detektiva, otkriju tajnu duha, spase prijatelja i postanu junaci dana.
Scenarij je rađen prema istoimenoj knjizi omiljenog dječjeg pisca Ante Gardaša uz čije su junake Mirona, Melite i ostalih odrastali mnogi naraštaji. Stoga je "Duh u močvari" i uvršten u lektiru četvrtog razreda osnovne škole. Djelo je to koje osim uzbudljive dječje priče educira i služi kao primjer. Kao takvo, odabrano je da obilježi veliki povratak cjelovečernjeg dječjeg filma koji u hrvatskoj kinematografiji nije snimljen dvadeset godina. Film "Duh u močvari" postigao je veliku gledanost u hrvatskim kinima i jedan je od najgledanijih hrvatskih igranih filmova.

## Glazba iz filma
Dana 10. listopada 2006. glazbu iz filma (soundtrack) objavila je diskografska kuća Croatia Records. Odjavnu pjesmu "Ostvari san" pjeva Saša Lozar.

## Vanjske poveznice
- Službena Facebook stranica
- Duh u močvari u internetskoj bazi filmova IMDb-a
- Službene stranice redatelja Branka Ištvančića
- Stare službene stranice